# Baummarder
Der Baummarder oder Edelmarder (Martes martes) ist eine Art der Echten Marder innerhalb der Raubtiere (Mustelidae). Er lebt in Europa sowie Klein- und Nordasien und ist ein Waldbewohner. Anders als sein Verwandter, der Steinmarder, folgt der Baummarder dem Menschen nicht in die Nähe der Siedlungen.

## Beschreibung

### Allgemeine Merkmale
Der Baummarder ist eine vergleichsweise kleine Art der Raubtiere, etwa vergleichbar mit einer kleinen Hauskatze, mit einem langgestreckten Körper und relativ kurzen Beinen. Die Kopf-Rumpf-Länge dieser Tiere beträgt 45 bis 58 Zentimeter, der Schwanz wird 16 bis 28 Zentimeter lang und die Ohrlänge beträgt etwa 3,0 bis 5,2 Zentimeter. Das Gewicht der ausgewachsenen Tiere beträgt im Durchschnitt etwa 0,8 bis 1,8 Kilogramm. Er weist einen ausgeprägten Sexualdimorphismus auf, die Männchen werden in der Regel 10 bis 15 % schwerer und auch etwas größer als Weibchen. So wurden für Weibchen Gewichtsangaben von etwa 0,7 bis 1,4 Kilogramm und für Männchen von etwa 1,0 bis zu einem Maximum von 2,4 Kilogramm angegeben. Zudem gibt es regionale Unterschiede, dabei leben in Europa die größten Tiere im Westen und die kleinsten im Osten des Kontinents.
Das Fell des Baummaders ist einfarbig hell- bis kastanien- oder dunkelbraun mit einem deutlichen gelblichbraunen oder cremefarbenen Kehlfleck, der nach unten abgerundet und nicht wie beim Steinmarder (Martes foina) weiß und gegabelt ist. Das Fell besitzt fast keine grauen Haare und ihm fehlt der für den Zobel (M. zibellina) charakteristische Glanz. Der Kopf, der Körper und auch der Schwanz sind gleichmäßig braun gefärbt ohne deutlichen Farbübergang. Das Winterfell ist lang und seidig, im Sommer sind seine Haare kürzer und rauer und das Fell ist insgesamt dunkler. In seltenen Fällen gibt es weiße (albinotische), schwarze (melanistische) oder anders anomal gefärbte Tiere.
Der Kopf ist durch die dreieckigen, gelbgeränderten Ohren charakterisiert, die Nase ist – anders als die des Steinmarders – dunkel bis schwarz. Die Hinterbeine sind länger als die Vorderbeine. Beim Gehen und Springen ist der Rücken aufgewölbt. Die Beine besitzen fünffingrige Pfoten, deren Sohlen stark behaart sind. Der braune Schwanz ist relativ lang, er erreicht mehr als die Hälfte der Körperlänge; die Schwanzspitze ist etwas dunkler gefärbt. Er ist buschig und das Fell ist weich und dicht. Beim Klettern und Springen dient er als Gleichgewichtsorgan.

### Schädel- und Skelettmerkmale

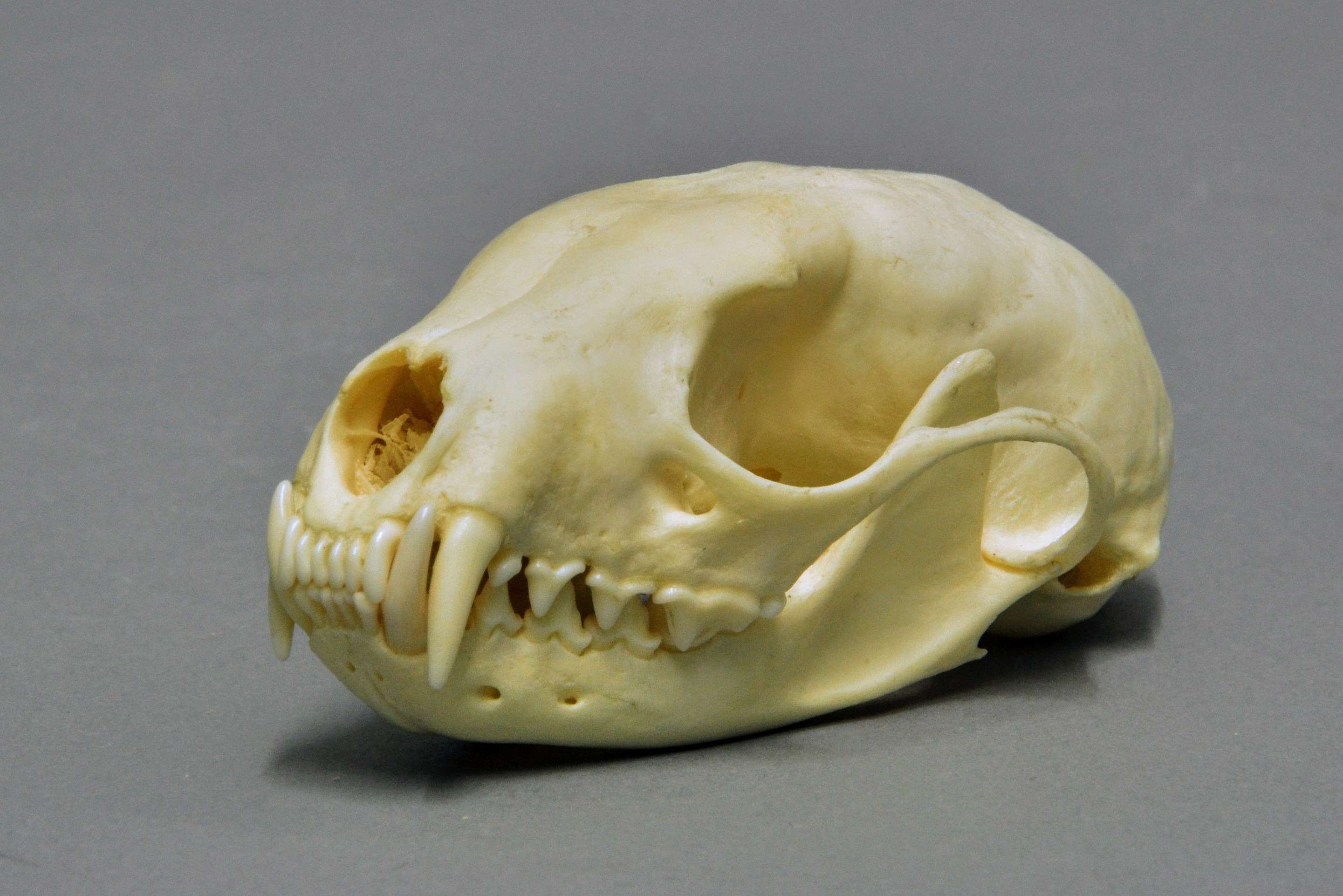
Schädel eines Baummarders (Sammlung des Museums Wiesbaden)

Der Schädel des Baummarders ist rundlich mit nur leicht abgesetzter Schnauzenregion. Er hat eine Gesamtlänge von etwa 85 bis 98 Millimetern. Im Bereich der Jochbögen hat der Schädel eine Breite von etwa 34 bis 40 Millimetern.
| 3 | · | 1 | · | 4 | · | 1 | = 38 |
| 3 | · | 1 | · | 4 | · | 2 | = 38 |

Die Art besitzt drei Schneidezähne (Incisivi), einen Eckzahn (Caninus), vier Vorbackenzähne (Praemolares) und einen Backenzahn (Molar) in jeder Oberkieferhälfte und drei Schneidezähne, einen Eckzahn, vier Vorbackenzähne und zwei Backenzähne in jeder Unterkieferhälfte. Insgesamt besitzen die Tiere entsprechend 38 Zähne. Die Backenzähne sind gut ausgebildet und haben aufgrund relativ große Abstände voneinander.
Wie alle Marder besitzt auch der Baummarder einen Penisknochen (Baculum); dieser ist 32 bis 47 Millimeter lang und mit Ausnahme des zur Penisspitze gerichteten verdickten Kopfendes längs eingekerbt.

## Verbreitung

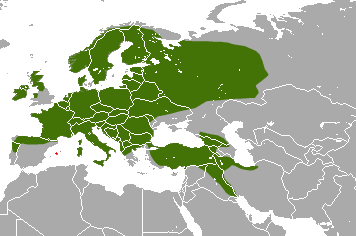
Verbreitungsgebiet (grün) des Baummarders

Baummarder sind in weiten Teilen der West- und Zentralpaläarktis verbreitet und kommt entsprechend in weiten Teilen der gemäßigten Zonen Europas, in Kleinasien, im Nordiran, im Kaukasus und in den westlichsten Teilen des asiatischen Russlands (Westsibirien) vor. Ihr Verbreitungsgebiet reicht von den Britischen Inseln bis in das westliche Sibirien, im Süden bis zu den Mittelmeerinseln und im Südosten bis zum Kaukasus und dem Elburs-Gebirge. Er fehlt auf Island, im nördlichen Skandinavien, in Teilen der Iberischen Halbinsel sowie in Teilen Belgiens und den Niederlanden. Er kommt zudem auf den Mittelmeerinseln Korsika, Sardinien und Sizilien vor, auf den Balearen wurde er wahrscheinlich eingeführt. Das Verbreitungsgebiet umfasst damit etwa 11 Millionen Quadratkilometer der westlichen Paläarktis. Allein der russische Teil des Verbreitungsgebietes beträgt etwa 5 Millionen Quadratkilometer und damit etwa 46 % des Gesamtgebietes. Die Ausbreitung beträgt dabei etwa 6.800 Kilometer von West nach Ost und 4.600 Kilometer von Süd nach Nord.
Auf den Britischen Inseln war er weit verbreitet, ist dort aber heute auf Irland und Nordbritannien beschränkt. In Russland ist er in der südlichen Taiga-Subzone nach Osten verbreitet und kommt im Oblast Omsk und der Region Altai sowie in den westlichen Bezirken der Provinzen Nowosibirsk und Tomsk vor. In Kasachstan wurden Baummarder entlang der nördlichen Grenze vom Fluss Bolshoi Uzen im Westen bis zur Stadt Semei im Osten und entlang des Flusses Ural vom Mittellauf bei Oral bis zur Mündung bei Atyrau nachgewiesen. Im Landesinneren wurden die Marder im nördlichen Teil der Provinzen Westkasachstan und Aqtöbe, im Zentrum der Provinz Qostanai, in der Provinz Nordkasachstan und im nördlichen Teil der Provinz Akmola nachgewiesen. Aus dem Iran gibt es nur sehr wenige Nachweise, alle aus dem Norden des Landes.
In allen Gebieten, in denen er vorkommt, mit Ausnahme der Balearen, ist er autochthon, wurde also nicht durch den Menschen eingeführt. Das Verbreitungsgebiet ist im Allgemeinen kontinuierlich ohne nennenswerte isolierte Gebiete. Zu letzteren gehören, mit Ausnahme von Inseln, die Populationen in Wales und am Unterlauf des Ural. In Gebirgen findet man ihn bis zur Baumgrenze, in den Pyrenäen und in Spanien kommt die Art bis in Höhen von 2300 Metern und im Kaukasus bis 2400 Metern vor.

## Lebensweise

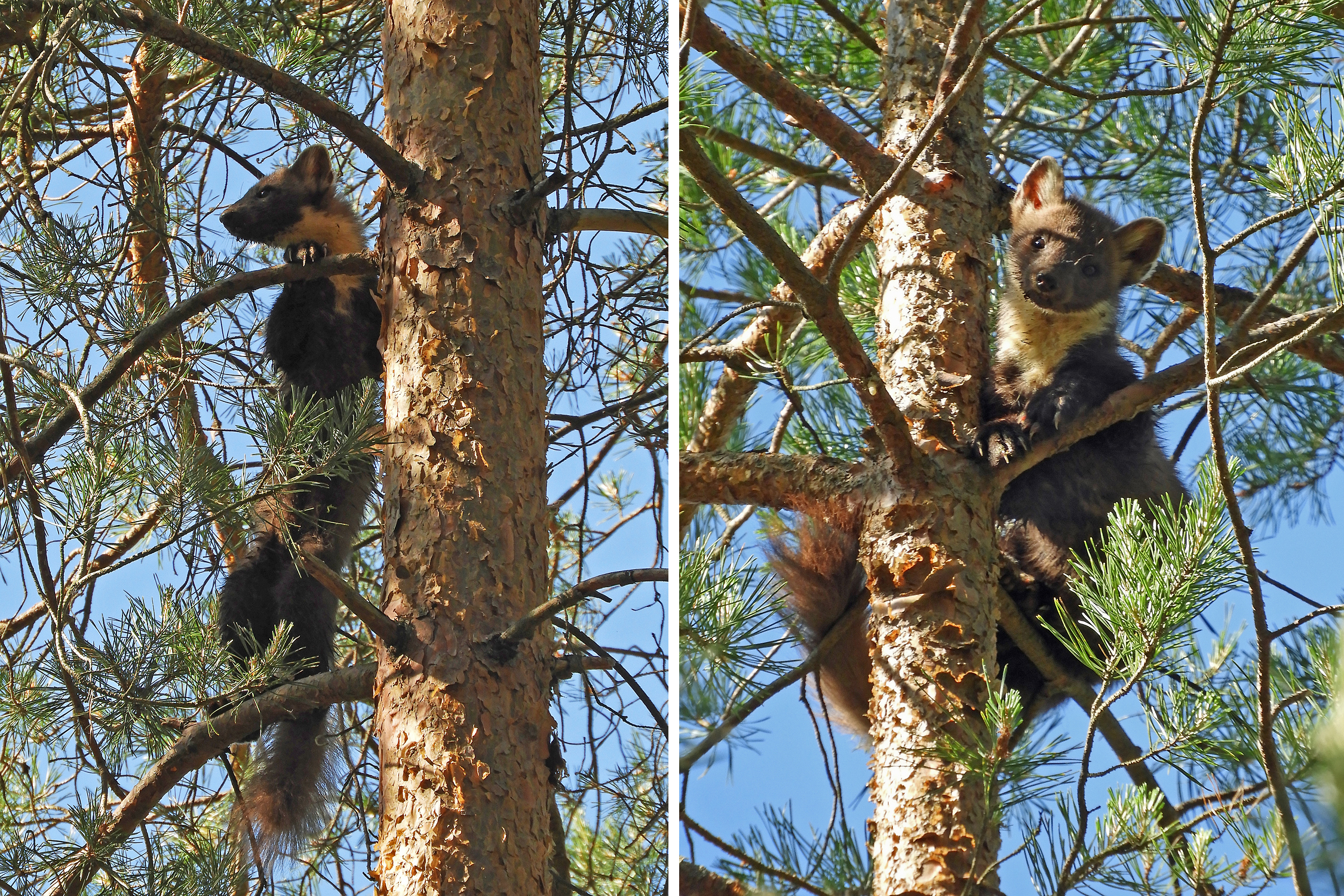
Ein Baummarder hat sich auf eine Kiefer geflüchtet

Baummarder leben in Wäldern, vorwiegend in älteren Laub- und Mischwäldern. Vor allem in den letzten Jahrzehnten haben sie sich zudem zunehmend auch in Gebieten der Waldsteppe und auch in landwirtschaftlich genutzte Flächen ausgebreitet. Sie sind in stärkerem Ausmaß als andere Vertreter der Marder Baumbewohner und können sehr gut klettern und springen, wobei sie bis zu vier Meter überwinden können. Beim Klettern sind sie in der Lage, ihre Füße um 180 Grad zu drehen. Sie legen in ihrem Revier einige Nester an, vorrangig in Baumhöhlen, manchmal aber auch in verlassenen Eichhörnchenkobeln oder Greifvogelnestern. In diese Ruheplätze ziehen sie sich tagsüber zurück, in der Dämmerung und der Nacht begeben sie sich auf Nahrungssuche.
Baummarder sind territoriale Tiere, die ihr Revier mit dem Sekret ihrer Anal- und Abdominaldrüsen markieren. Gegenüber gleichgeschlechtlichen Artgenossen verteidigen sie ihre Reviergrenzen, das Territorium eines Männchens kann sich aber mit dem mehrerer Weibchen überlappen. Die Reviergröße ist sehr variabel, die der Männchen ist aber stets größer als die der Weibchen. Auch jahreszeitliche Unterschiede lassen sich beobachten: So sind die Territorien im Winter um bis zu 50 Prozent kleiner als im Sommer.

### Ernährung

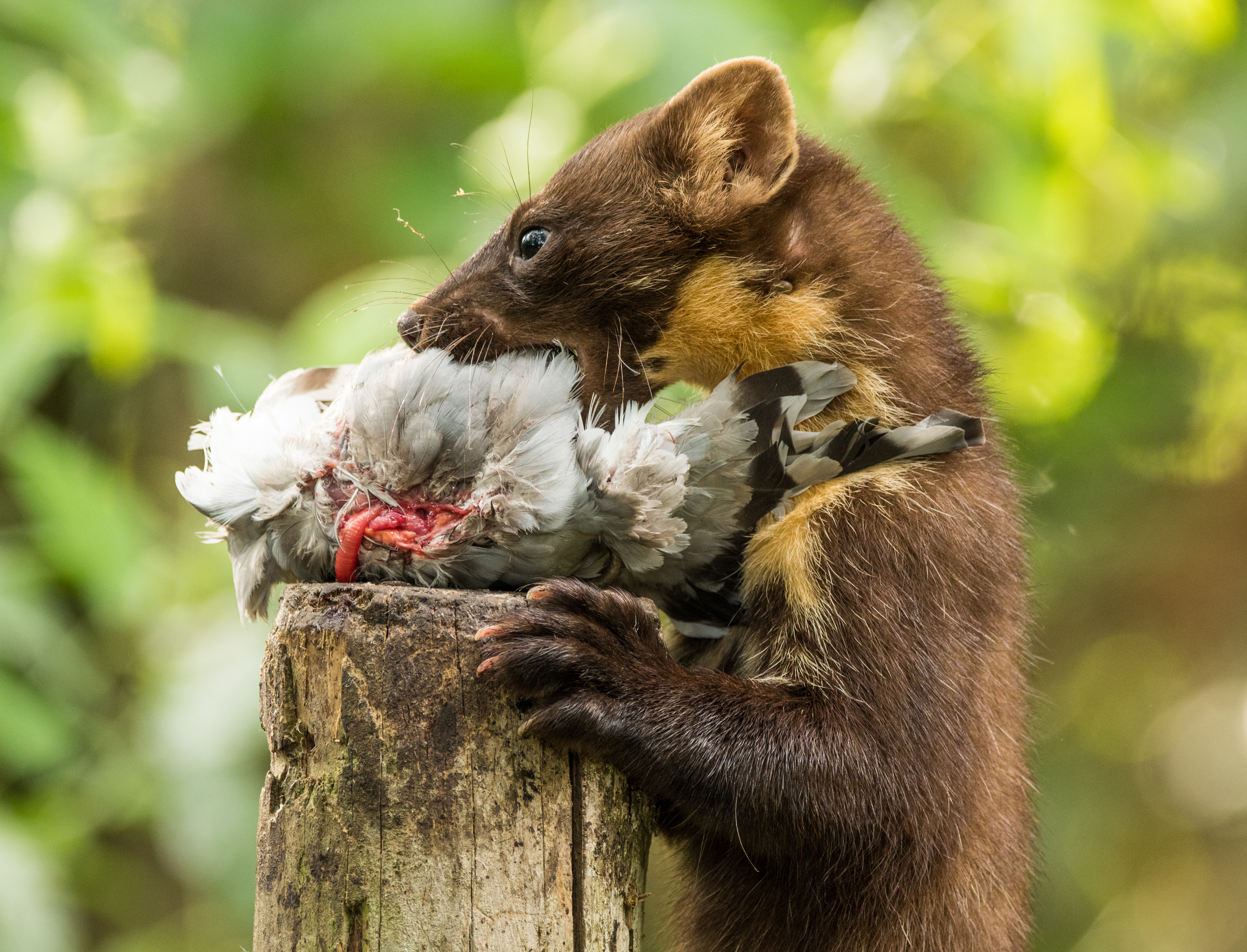
Baummarder mit einer erbeuteten Taube

Baummarder sind Raubtiere und Allesfresser, als Nahrung bevorzugen sie kleine Säugetiere wie Wühlmäuse, Ratten, Spitzmäuse und Eichhörnchen sowie Vögel und deren Eier. Sie nehmen aber auch Reptilien, Frösche, Schnecken, Insekten und Aas zu sich. Früchte, Beeren und Nüsse können insbesondere im Spätsommer und Herbst einen Teil ihrer Nahrung ausmachen. Im Spätsommer und Herbst legt er auch Nahrungsvorräte für die kalte Jahreszeit an.
Seine Beutetiere tötet der Baummarder durch einen Biss in den Nacken.

### Fortpflanzung
Die Paarung erfolgt im Hochsommer, aber die Tragzeit wird durch eine Verzögerung der Keimentwicklung meist so weit hinausgeschoben, dass die Jungen erst im April zur Welt kommen. Ihre Entwicklung gleicht dem Steinmarder: Junge Baummarder sind bei der Geburt etwa zehn Zentimeter lang. Meistens befinden sich drei Junge im Wurf. Sie bleiben acht Wochen lang im Nest, bevor sie umherzuklettern beginnen. Mit 12 bis 16 Wochen sind sie selbständig, bleiben aber manchmal noch bis zum nächsten Frühling in der Nähe der Mutter. Im zweiten Lebensjahr, mit rund 14 Monaten, werden sie geschlechtsreif, pflanzen sich aber oftmals erst im dritten Lebensjahr erstmals fort. Baummarder können bis zu sechzehn Jahre alt werden, sterben aber in freier Wildbahn meistens vor dem zehnten Lebensjahr.
Trotz ihrer großen äußeren Ähnlichkeit gibt es wohl keine Kreuzungen zwischen Baum- und Steinmardern.

## Systematik
Die wissenschaftliche Erstbeschreibung des Baummarders stammt von Carl von Linné in seiner 10. Auflage der Systema Naturae. Dort beschrieb er ihn als Mustela martes und gab als terra typica „sylvis antiquis“ für „alte Wälder“ an. Letztere wurde 1911 durch Oldfield Thomas zu Uppsala in Schweden geändert. Die Gattung Martes wurde 1792 von Philippe Pinel für den von ihm beschriebenen Martes domestica eingerichtet, der synonym ist mit dem Steinmarder (Martes foina (Johann Christian Polycarp Erxleben, 1777)). Lorenz Oken beschrieb ihn 1816 als Mustela sylvestris, der Name wurde jedoch als ungültig abgelehnt. Griffith ordnete die Art 1827 erstmalig der Gattung Martes zu und benannte den Marder als Martes vulgaris. Weitere synonyme Benennungen erfolgten 1847 als Martes sylvatica durch Nilsson und 1865 als Martes abietum durch Gray, 1865.
In der Folge wurden bis zu zehn Unterarten benannt und in verschiedenen Systematiken werden der Art zwei bis zehn Unterarten zugeordnet. Während Mammals of the World von 2005 noch acht Unterarten angibt, unterscheidet das Handbook of the Mammals of the World von 2009 keine Unterarten und stellt heraus, dass eine Revision notwendig ist. Auch Vladimir Monakhov gibt in seinem Überblicksartikel in der Schriftenreihe Mammalian Species von 2022 an, dass die Art aktuell als monotypisch betrachtet wird und demnach keine Unterarten unterschieden werden; auch nach seiner Auffassung ist eine Neubewertung der Unterarten erforderlich, was aufgrund der großen Variabilität innerhalb des ausgedehnten geografischen Verbreitungsgebiet schwierig sein könnte.
Das folgende Kladogramm stellt die Verwandtschaftsbeziehungen der Gattung Martes dar. Demnach ist der Baummarder am nächsten verwandt mit dem Zobel (Martes zibellina) und beide gemeinsam bilden die Schwestergruppe zum Japanischen Marder (Martes melampus).
|  | Buntmarder (Martes flavigula)               |
|  |                                             |
|  | Südindischer Buntmarder (Martes gwatkinsii) |
|  |                                             |

|  | Fichtenmarder (Martes americana) |
|  |                                  |
|  | Merriam-Marder (Martes caurina)  |
|  |                                  |

|  | Japanischer Marder (Martes melampus)                                                    |
|  |                                                                                         |
|  | \| \| Baummarder (Martes martes) \| \| \| \| \| \| Zobel (Martes zibellina) \| \| \| \| |
|  |                                                                                         |
|  | Baummarder (Martes martes)                                                              |
|  |                                                                                         |
|  | Zobel (Martes zibellina)                                                                |
|  |                                                                                         |

|  | Baummarder (Martes martes) |
|  |                            |
|  | Zobel (Martes zibellina)   |
|  |                            |

|  | Fichtenmarder (Martes americana) |
|  |                                  |
|  | Merriam-Marder (Martes caurina)  |
|  |                                  |

|  | Japanischer Marder (Martes melampus)                                                    |
|  |                                                                                         |
|  | \| \| Baummarder (Martes martes) \| \| \| \| \| \| Zobel (Martes zibellina) \| \| \| \| |
|  |                                                                                         |
|  | Baummarder (Martes martes)                                                              |
|  |                                                                                         |
|  | Zobel (Martes zibellina)                                                                |
|  |                                                                                         |

|  | Baummarder (Martes martes) |
|  |                            |
|  | Zobel (Martes zibellina)   |
|  |                            |

|  | Fichtenmarder (Martes americana) |
|  |                                  |
|  | Merriam-Marder (Martes caurina)  |
|  |                                  |

|  | Japanischer Marder (Martes melampus)                                                    |
|  |                                                                                         |
|  | \| \| Baummarder (Martes martes) \| \| \| \| \| \| Zobel (Martes zibellina) \| \| \| \| |
|  |                                                                                         |
|  | Baummarder (Martes martes)                                                              |
|  |                                                                                         |
|  | Zobel (Martes zibellina)                                                                |
|  |                                                                                         |

|  | Baummarder (Martes martes) |
|  |                            |
|  | Zobel (Martes zibellina)   |
|  |                            |

|  | Fichtenmarder (Martes americana) |
|  |                                  |
|  | Merriam-Marder (Martes caurina)  |
|  |                                  |

|  | Japanischer Marder (Martes melampus)                                                    |
|  |                                                                                         |
|  | \| \| Baummarder (Martes martes) \| \| \| \| \| \| Zobel (Martes zibellina) \| \| \| \| |
|  |                                                                                         |
|  | Baummarder (Martes martes)                                                              |
|  |                                                                                         |
|  | Zobel (Martes zibellina)                                                                |
|  |                                                                                         |

|  | Baummarder (Martes martes) |
|  |                            |
|  | Zobel (Martes zibellina)   |
|  |                            |

|  | Buntmarder (Martes flavigula)               |
|  |                                             |
|  | Südindischer Buntmarder (Martes gwatkinsii) |
|  |                                             |

|  | Fichtenmarder (Martes americana) |
|  |                                  |
|  | Merriam-Marder (Martes caurina)  |
|  |                                  |

|  | Japanischer Marder (Martes melampus)                                                    |
|  |                                                                                         |
|  | \| \| Baummarder (Martes martes) \| \| \| \| \| \| Zobel (Martes zibellina) \| \| \| \| |
|  |                                                                                         |
|  | Baummarder (Martes martes)                                                              |
|  |                                                                                         |
|  | Zobel (Martes zibellina)                                                                |
|  |                                                                                         |

|  | Baummarder (Martes martes) |
|  |                            |
|  | Zobel (Martes zibellina)   |
|  |                            |

|  | Fichtenmarder (Martes americana) |
|  |                                  |
|  | Merriam-Marder (Martes caurina)  |
|  |                                  |

|  | Japanischer Marder (Martes melampus)                                                    |
|  |                                                                                         |
|  | \| \| Baummarder (Martes martes) \| \| \| \| \| \| Zobel (Martes zibellina) \| \| \| \| |
|  |                                                                                         |
|  | Baummarder (Martes martes)                                                              |
|  |                                                                                         |
|  | Zobel (Martes zibellina)                                                                |
|  |                                                                                         |

|  | Baummarder (Martes martes) |
|  |                            |
|  | Zobel (Martes zibellina)   |
|  |                            |

|  | Fichtenmarder (Martes americana) |
|  |                                  |
|  | Merriam-Marder (Martes caurina)  |
|  |                                  |

|  | Japanischer Marder (Martes melampus)                                                    |
|  |                                                                                         |
|  | \| \| Baummarder (Martes martes) \| \| \| \| \| \| Zobel (Martes zibellina) \| \| \| \| |
|  |                                                                                         |
|  | Baummarder (Martes martes)                                                              |
|  |                                                                                         |
|  | Zobel (Martes zibellina)                                                                |
|  |                                                                                         |

|  | Baummarder (Martes martes) |
|  |                            |
|  | Zobel (Martes zibellina)   |
|  |                            |

|  | Fichtenmarder (Martes americana) |
|  |                                  |
|  | Merriam-Marder (Martes caurina)  |
|  |                                  |

|  | Japanischer Marder (Martes melampus)                                                    |
|  |                                                                                         |
|  | \| \| Baummarder (Martes martes) \| \| \| \| \| \| Zobel (Martes zibellina) \| \| \| \| |
|  |                                                                                         |
|  | Baummarder (Martes martes)                                                              |
|  |                                                                                         |
|  | Zobel (Martes zibellina)                                                                |
|  |                                                                                         |

|  | Baummarder (Martes martes) |
|  |                            |
|  | Zobel (Martes zibellina)   |
|  |                            |

|  | Buntmarder (Martes flavigula)               |
|  |                                             |
|  | Südindischer Buntmarder (Martes gwatkinsii) |
|  |                                             |

|  | Fichtenmarder (Martes americana) |
|  |                                  |
|  | Merriam-Marder (Martes caurina)  |
|  |                                  |

|  | Japanischer Marder (Martes melampus)                                                    |
|  |                                                                                         |
|  | \| \| Baummarder (Martes martes) \| \| \| \| \| \| Zobel (Martes zibellina) \| \| \| \| |
|  |                                                                                         |
|  | Baummarder (Martes martes)                                                              |
|  |                                                                                         |
|  | Zobel (Martes zibellina)                                                                |
|  |                                                                                         |

|  | Baummarder (Martes martes) |
|  |                            |
|  | Zobel (Martes zibellina)   |
|  |                            |

|  | Fichtenmarder (Martes americana) |
|  |                                  |
|  | Merriam-Marder (Martes caurina)  |
|  |                                  |

|  | Japanischer Marder (Martes melampus)                                                    |
|  |                                                                                         |
|  | \| \| Baummarder (Martes martes) \| \| \| \| \| \| Zobel (Martes zibellina) \| \| \| \| |
|  |                                                                                         |
|  | Baummarder (Martes martes)                                                              |
|  |                                                                                         |
|  | Zobel (Martes zibellina)                                                                |
|  |                                                                                         |

|  | Baummarder (Martes martes) |
|  |                            |
|  | Zobel (Martes zibellina)   |
|  |                            |

|  | Fichtenmarder (Martes americana) |
|  |                                  |
|  | Merriam-Marder (Martes caurina)  |
|  |                                  |

|  | Japanischer Marder (Martes melampus)                                                    |
|  |                                                                                         |
|  | \| \| Baummarder (Martes martes) \| \| \| \| \| \| Zobel (Martes zibellina) \| \| \| \| |
|  |                                                                                         |
|  | Baummarder (Martes martes)                                                              |
|  |                                                                                         |
|  | Zobel (Martes zibellina)                                                                |
|  |                                                                                         |

|  | Baummarder (Martes martes) |
|  |                            |
|  | Zobel (Martes zibellina)   |
|  |                            |

|  | Fichtenmarder (Martes americana) |
|  |                                  |
|  | Merriam-Marder (Martes caurina)  |
|  |                                  |

|  | Japanischer Marder (Martes melampus)                                                    |
|  |                                                                                         |
|  | \| \| Baummarder (Martes martes) \| \| \| \| \| \| Zobel (Martes zibellina) \| \| \| \| |
|  |                                                                                         |
|  | Baummarder (Martes martes)                                                              |
|  |                                                                                         |
|  | Zobel (Martes zibellina)                                                                |
|  |                                                                                         |

|  | Baummarder (Martes martes) |
|  |                            |
|  | Zobel (Martes zibellina)   |
|  |                            |

|  | Buntmarder (Martes flavigula)               |
|  |                                             |
|  | Südindischer Buntmarder (Martes gwatkinsii) |
|  |                                             |

|  | Fichtenmarder (Martes americana) |
|  |                                  |
|  | Merriam-Marder (Martes caurina)  |
|  |                                  |

|  | Japanischer Marder (Martes melampus)                                                    |
|  |                                                                                         |
|  | \| \| Baummarder (Martes martes) \| \| \| \| \| \| Zobel (Martes zibellina) \| \| \| \| |
|  |                                                                                         |
|  | Baummarder (Martes martes)                                                              |
|  |                                                                                         |
|  | Zobel (Martes zibellina)                                                                |
|  |                                                                                         |

|  | Baummarder (Martes martes) |
|  |                            |
|  | Zobel (Martes zibellina)   |
|  |                            |

|  | Fichtenmarder (Martes americana) |
|  |                                  |
|  | Merriam-Marder (Martes caurina)  |
|  |                                  |

|  | Japanischer Marder (Martes melampus)                                                    |
|  |                                                                                         |
|  | \| \| Baummarder (Martes martes) \| \| \| \| \| \| Zobel (Martes zibellina) \| \| \| \| |
|  |                                                                                         |
|  | Baummarder (Martes martes)                                                              |
|  |                                                                                         |
|  | Zobel (Martes zibellina)                                                                |
|  |                                                                                         |

|  | Baummarder (Martes martes) |
|  |                            |
|  | Zobel (Martes zibellina)   |
|  |                            |

|  | Fichtenmarder (Martes americana) |
|  |                                  |
|  | Merriam-Marder (Martes caurina)  |
|  |                                  |

|  | Japanischer Marder (Martes melampus)                                                    |
|  |                                                                                         |
|  | \| \| Baummarder (Martes martes) \| \| \| \| \| \| Zobel (Martes zibellina) \| \| \| \| |
|  |                                                                                         |
|  | Baummarder (Martes martes)                                                              |
|  |                                                                                         |
|  | Zobel (Martes zibellina)                                                                |
|  |                                                                                         |

|  | Baummarder (Martes martes) |
|  |                            |
|  | Zobel (Martes zibellina)   |
|  |                            |

|  | Fichtenmarder (Martes americana) |
|  |                                  |
|  | Merriam-Marder (Martes caurina)  |
|  |                                  |

|  | Japanischer Marder (Martes melampus)                                                    |
|  |                                                                                         |
|  | \| \| Baummarder (Martes martes) \| \| \| \| \| \| Zobel (Martes zibellina) \| \| \| \| |
|  |                                                                                         |
|  | Baummarder (Martes martes)                                                              |
|  |                                                                                         |
|  | Zobel (Martes zibellina)                                                                |
|  |                                                                                         |

|  | Baummarder (Martes martes) |
|  |                            |
|  | Zobel (Martes zibellina)   |
|  |                            |

## Bedrohung und Schutz

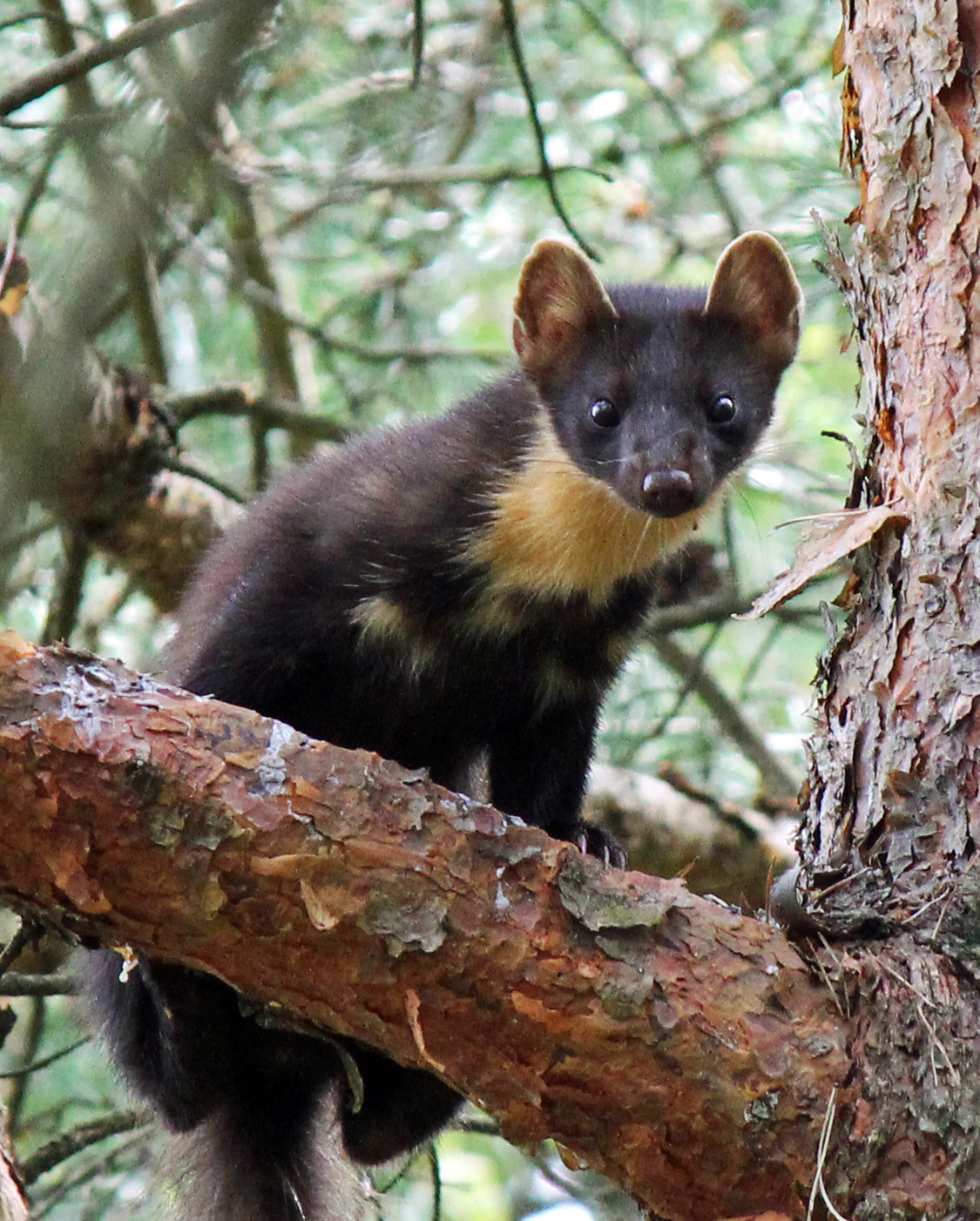
Baummarder in Schweden

Der Baummarder wird von der International Union for Conservation of Nature and Natural Resources (IUCN) als nicht gefährdet (least concern) eingestuft. Begründet wird dies mit seiner weiten Verbreitung und seiner großen Population. Zudem kommt er in einer Reihe von Schutzgebieten vor und ist tolerant gegenüber einem gewissen Grad an Lebensraumveränderung. Die Gesamtpopulation der Art wird als stabil bis steigend eingeschätzt, nachdem sie in einigen Teilen ihres Verbreitungsgebiets zuvor stark zurückgegangen war.
Vor allem in den nördlichen und östlichen Teilen seines Verbreitungsgebiets ist der Baummarder weit verbreitet und insgesamt sehr zahlreich. In vielen Teilen seines Verbreitungsgebiets kam es zu einem Rückgang der Population und einer Verkleinerung des Verbreitungsgebiets, die historischen Daten für viele Verbreitungsstaaten werden allerdings als sehr ungenau eingeschätzt. In weiten Teilen Nord- und Mitteleuropas, etwa in den Niederlanden, ging der Bestand dieser Art im 20. Jahrhundert bis etwa in die 1980er Jahre zurück, hat sich aber seitdem stabilisiert und nimmt nun aufgrund der Einführung von Jagdkontrollen regional wieder zu. In vielen Teilen der Britischen Inseln, wo sie früher vorkam, wurde die Art ausgerottet, wobei sie sich im Norden Großbritanniens (wo sich das Verbreitungsgebiet möglicherweise wieder nach Süden ausdehnt) und in entlegeneren Teilen Irlands zurückzog, aus denen heute teilweise eine Wiederbesiedlung zu beobachten ist.

### Nutzung als Pelztier

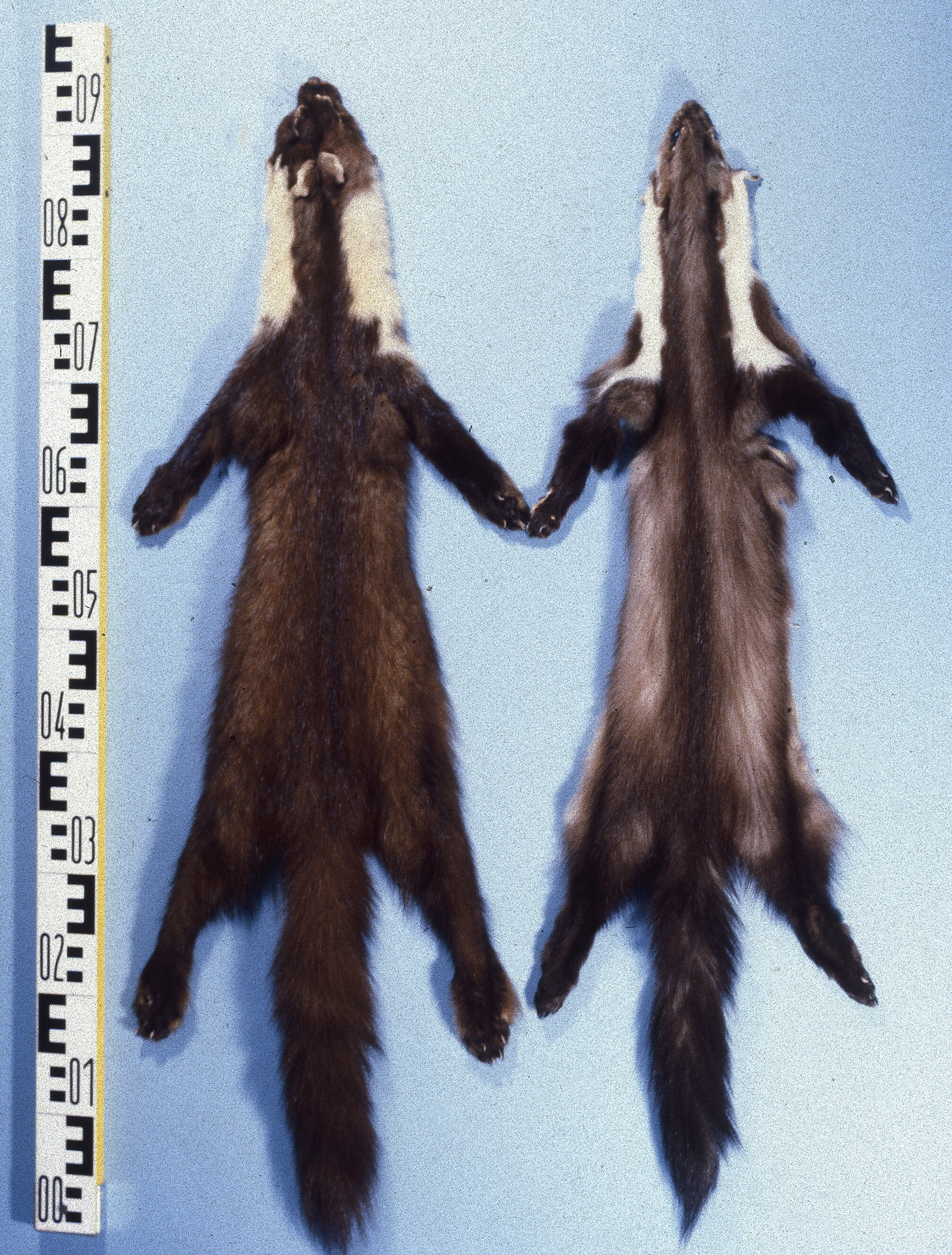
Links Baummarder-, rechts Steinmarderfell
(der Kehlfleck des Baummarders ist gelblicher, als es das farbveränderte Foto zeigt)

Die Bezeichnung „Edelmarder“ stammt daher, dass das Baummarderfell aufgrund des dichteren und weicheren Felles früher weitaus begehrter war als das Steinmarderfell. Durch die Pelzjagd ist die Art gebietsweise selten geworden, aufgrund ihres relativ großen Verbreitungsgebietes zählt sie aber noch nicht zu den bedrohten Arten. Problematisch ist jedoch, dass die Art große, gut strukturierte Waldflächen benötigt und daher aus vielen Gegenden verschwunden ist.

## Belege
1. 1 2 3 4 5 6 7  
„Diagnosis“ und „General Characters“, In:Vladimir Monakhov: Martes martes (Carnivora: Mustelidae). Mammalian Species 54 (1022), 1. Oktober 2022, seac007. doi:10.1093/mspecies/seac007; S. 2–5.
2. 1 2  
„Descriptive Notes.“ In: Serge Laviére, Andrew P. Jennings: „European Pine Marten Martes martes“ In: Don E. Wilson, Russell A. Mittermeier (Hrsg.): Handbook of the Mammals of the World. Volume 1: Carnivores. Lynx Edicions, Barcelona 2009. ISBN 978-84-96553-49-1; S. 630.
3. ↑  
V.G. Monakhov: Tracing size distribution patterns in two Martes  species across Eurasia: which populations should be protected? Biodiversity and Conservation 30, 2021; S. 37–53. doi:10.1007/s10531-020-02072-9.
4. 1 2  
„Martes martes (Linneé, 1758).“ In: M. Stubbe, F. Krapp (Hrsg.): Handbuch der Säugetiere Europas. Aula Verlag, Wiesbaden 1993; S. 374–426.
5. 1 2 3 4 5  
Martes martes in der Roten Liste gefährdeter Arten der IUCN 2008. Eingestellt von: J. Herrero, A. Kranz, D. Skumatov, A.V. Abramov, T. Maran, V.G. Monakhov, 2008. Abgerufen am 25. Februar 2023.
6. 1 2 3  
„ Distribution“ und „General Characters“, In:Vladimir Monakhov: Martes martes (Carnivora: Mustelidae). Mammalian Species 54 (1022), 1. Oktober 2022, seac007. doi:10.1093/mspecies/seac007; S. 5–6.
7. ↑  
Fritz Schmidt: Die Marder und ihre Zucht. Akademische Verlagsanstalt, Leipzig 1951, S. 13–15.
8. 1 2 3  
Vladimir Monakhov: Martes martes (Carnivora: Mustelidae). Mammalian Species 54 (1022), 1. Oktober 2022, seac007. doi:10.1093/mspecies/seac007
9. ↑  
Martes martes. In: Don E. Wilson, DeeAnn M. Reeder (Hrsg.): Mammal Species of the World. A taxonomic and geographic Reference. 2 Bände. 3. Auflage. Johns Hopkins University Press, Baltimore MD 2005, ISBN 0-8018-8221-4.
10. ↑  
Serge Laviére, Andrew P. Jennings: „European Pine Marten Martes martes“ In: Don E. Wilson, Russell A. Mittermeier (Hrsg.): Handbook of the Mammals of the World. Volume 1: Carnivores. Lynx Edicions, Barcelona 2009. ISBN 978-84-96553-49-1; S. 630.
11. ↑  
Bo Li, Mieczyslaw Wolsan, Dan Wu, Wei Zhang, Yanchun Xu, Zhaohui Zeng: Mitochondrial genomes reveal the pattern and timing of marten (Martes), wolverine (Gulo), and fisher (Pekania) diversification. Molecular Phylogenetics and Evolution, August 2014, doi:10.1016/j.ympev.2014.08.002
12. ↑  
Klaus-Peter Koepfli, Kerry A. Deere, Graham J. Slater, Colleen Begg, Keith Begg, Lon Grassman, Mauro Lucherini, Geraldine Veron & Robert K. Wayne: Multigene phylogeny of the Mustelidae: Resolving relationships, tempo and biogeographic history of a mammalian adaptive radiation. BMC Biology 2008, 6:10  doi:10.1186/1741-7007-6-10
13. ↑  
Sato, J. J., M. Wolsan, F. J. Prevosti, G. D’Elia, C. Begg, K. Begg, T. Hosoda, K. L. Campbell & H. Suzuki. 2012. Evolutionary and biogeographic history of weasel-like carnivorans (Musteloidea). Molecular Phylogenetics and Evolution 63:745–757. doi:10.1016/j.ympev.2012.02.025
14. ↑  
J.D.S. Birks, J. Messenger: Evidence of Pine Martens in England and Wales 1996–2007. The Vincent Wildlife Trust, Herefordshire, UK, 2010
15. ↑  
Declan O’Mahony, Catherine O’Reilly, Peter Turner: Pine marten (Martes martes) distribution and abundance in Ireland: A cross-jurisdictional analysis using non-invasive genetic survey techniques. Mammalian Biology 77 (5), September 2012; S. 351–357. doi:10.1016/j.mambio.2012.04.001
16. ↑  
Carl Zeiß, Fritz Dobschova: Lexikon der Waidmannssprache, Wien 1992. ISBN 3-7039-0011-3; S. 29